# کشمکش (آلبوم موسیقی)
کشْمَکِش (انگلیسی: Tug of War) یک آلبوم استودیویی از پل مک‌کارتنی است که در ۲۶ آوریل ۱۹۸۲ منتشر شد. این نخستین آلبوم مک کارتنی پس از انحلال وینگز در سال قبل بود. به‌طور کلی، این یازدهمین آلبوم مک‌کارتنی از زمان جدایی و انحلال گروه بیتلز بود. همچنین این نخستین آلبوم مک کارتنی پس از قتل همکار ترانه‌نویس خود جان لنون بود. روی جلد آلبوم یک نقاشی رنگ روغن انتزاعی از هنرمند بریتانیایی برایان کلارک، یکی از همکاران همیشگی مک کارتنی، دیده می‌شود که بر روی عکس پرتره‌ای از وی کارشده که توسط لیندا مک کارتنی گرفته شده بود.
این آلبوم را تهیه‌کنندهٔ پیشین گروه بیتلز جرج مارتین تهیه کرد و در بسیاری از کشورها ترانهٔ شماره یک بود و در سال انتشار بیش از یک میلیون نسخه در ایالات متحده آمریکا فروش داشت. برخی از منتقدان آن را چون «بازگشتی به قالب» برای مک کارتنی ستودند. انتشار مجدد سال ۲۰۱۷، در یک نسخه دلوکس بازسازی‌شده، نامزد جایزهٔ «بهترین نسخه بسته‌بندی‌شده یا نسخهٔ ویژه با انتشار محدود» در پنجاه و نهمین مراسم جایزه گرمی شد.